# Comté de Mingenew
Le Comté de Mingenew est une zone d'administration locale à l'est de l'Australie-Occidentale en Australie. Le comté est situé à 110 kilomètres au sud-est de Geraldton et à environ 370 kilomètres au nord de Perth, la capitale de l'État.
Le centre administratif du comté est la ville de Mingenew.
Le comté est divisé en un certain nombre de localités:
- Mingenew
- Homewood
- Ikewa
- Mount Budd
- Nangetty
- Yandanooka

Le comté a 7 conseillers locaux pour 2 circonscriptions.